# Narthecura acutipennis
Narthecura acutipennis là một loài tò vò trong họ Ichneumonidae.